# Sci di fondo ai XXII Giochi olimpici invernali
Le gare di sci di fondo ai XXII Giochi olimpici invernali di Soči 2014 si sono svolte dall’8 al 23 febbraio 2014 nella località di Krasnaja Poljana, a circa 45 km da Soči, presso il Laura Cross-Country Ski & Biathlon Center. Erano in programma sei competizioni maschili (15 km a tecnica classica, 30 km inseguimento, 50 km con partenza di massa a tecnica libera, sprint a tecnica libera, sprint a squadre a tecnica classica e staffetta 4x10) e altrettante femminili (10 km a tecnica classica, 15 km inseguimento, 30 km con partenza di massa a tecnica libera, sprint a tecnica libera, sprint a squadre a tecnica classica e staffetta 4x5).

## Calendario
| Uomini |           | Skiathlon |  | Sprint TL |  |          | 15 km TC |                  | Staffetta 4x10 km |  |  | Team sprint TC |  |  |                            | 50 km partenza di massa TL | 6  |
| Donne  | Skiathlon |           |  | Sprint TL |  | 10 km TC |          | Staffetta 4x5 km |                   |  |  | Team sprint TC |  |  | 30 km partenza di massa TL |                            | 6  |
| Totale | 1         | 1         |  | 2         |  | 1        | 1        | 1                | 1                 |  |  | 2              |  |  | 1                          | 1                          | 12 |

## Podi

### Uomini
| Evento                            | Oro                                                               | Tempo     | Argento                                                                          | Tempo     | Bronzo                                                                              | Tempo     |
| 15 km tecnica classica (dettagli) | Dario Cologna                                                     | 38'29"7   | Johan Olsson                                                                     | 38'58"2   | Daniel Richardsson                                                                  | 39'08"5   |
| Skiathlon 30 km (dettagli)        | Dario Cologna                                                     | 1:08'15"6 | Marcus Hellner                                                                   | 1:08'15"8 | Martin Johnsrud Sundby                                                              | 1:08'16"6 |
| 50 km tecnica libera (dettagli)   | Aleksandr Legkov                                                  | 1:46'55"2 | Maksim Vylegžanin                                                                | 1:46'55"9 | Il'ja Černousov                                                                     | 1:46'56"0 |
| Sprint (dettagli)                 | Ola Vigen Hattestad                                               | 3'38"39   | Teodor Peterson                                                                  | 3'39"61   | Emil Jönsson                                                                        | 3'58"13   |
| Sprint a squadre (dettagli)       | Finlandia Iivo Niskanen Sami Jauhojärvi                           | 23'14"89  | Russia Maksim Vylegžanin Nikita Krjukov                                          | 23'15"86  | Svezia Emil Jönsson Teodor Peterson                                                 | 23'30"01  |
| Staffetta 4x10 km (dettagli)      | Svezia Lars Nelson Daniel Richardsson Johan Olsson Marcus Hellner | 1:28'42"0 | Russia Dmitrij Japarov Aleksandr Bessmertnych Aleksandr Legkov Maksim Vylegžanin | 1:29'09"3 | Francia Jean-Marc Gaillard Maurice Manificat Robin Duvillard Ivan Perrillat Boiteux | 1:29'13"9 |

### Donne
| Evento                            | Oro                                                            | Tempo     | Argento                                                                       | Tempo     | Bronzo                                                                | Tempo     |
| 10 km tecnica classica (dettagli) | Justyna Kowalczyk                                              | 28'17"8   | Charlotte Kalla                                                               | 28'36"2   | Therese Johaug                                                        | 28'46"1   |
| Skiathlon 15 km (dettagli)        | Marit Bjørgen                                                  | 38'33"6   | Charlotte Kalla                                                               | 38'35"4   | Heidi Weng                                                            | 38'46"8   |
| 30 km tecnica libera (dettagli)   | Marit Bjørgen                                                  | 1:11'05"2 | Therese Johaug                                                                | 1:11'07"8 | Kristin Størmer Steira                                                | 1:11'28"8 |
| Sprint (dettagli)                 | Maiken Caspersen Falla                                         | 2'35"49   | Ingvild Flugstad Østberg                                                      | 2'35"87   | Vesna Fabjan                                                          | 2'35"89   |
| Sprint a squadre (dettagli)       | Norvegia Ingvild Flugstad Østberg Marit Bjørgen                | 16'04"05  | Finlandia Aino-Kaisa Saarinen Kerttu Niskanen                                 | 16'13"14  | Svezia Ida Ingemarsdotter Stina Nilsson                               | 16'23"82  |
| Staffetta 4x5 km (dettagli)       | Svezia Anna Haag Ida Ingemarsdotter Charlotte Kalla Emma Wikén | 53'02"7   | Finlandia Anne Kyllönen Krista Pärmäkoski Kerttu Niskanen Aino-Kaisa Saarinen | 53'03"2   | Germania Stefanie Böhler Nicole Fessel Denise Herrmann Claudia Nystad | 53'03"6   |

## Medagliere
| Pos.   | Paese     |    |    |    | Totale |
| ------ | --------- | -- | -- | -- | ------ |
| 1      | Norvegia  | 5  | 2  | 4  | 11     |
| 2      | Svezia    | 2  | 5  | 4  | 11     |
| 3      | Svizzera  | 2  | 0  | 0  | 2      |
| 4      | Russia    | 1  | 3  | 1  | 5      |
| 5      | Finlandia | 1  | 2  | 0  | 3      |
| 6      | Polonia   | 1  | 0  | 0  | 1      |
| 7      | Francia   | 0  | 0  | 1  | 1      |
| 7      | Germania  | 0  | 0  | 1  | 1      |
| 7      | Slovenia  | 0  | 0  | 1  | 1      |
| Totale | Totale    | 12 | 12 | 12 | 36     |